# Bailables n.º 6
Bailables № 6 es el décimo cuarto álbum del arpista Hugo Blanco y su Conjunto, grabado en 1969 y el sexto volumen de esta serie "Bailables". De esta producción musical se extraen los éxitos: "El Avispón", "La Fiestecita" y "El Remolino" correspondientemente.

## Pistas
| N.º | Canción                                                                       | Duración |
| --- | ----------------------------------------------------------------------------- | -------- |
| 1.  | "El Avispón" Enrique Delgado                                                  |          |
| 2.  | "Dominguito" Hugo Blanco                                                      |          |
| 3.  | "El Remolino" Hugo Blanco                                                     |          |
| 4.  | "Santo Domingo" Rudi Lindt; Peter Poll; Felice Piccarreda                     |          |
| 5.  | "La Bámbola" Franco Migliacci; Bruno Zambrini; Ruggero Cini                   |          |
| 6.  | "La Vaca Blanca" Gilberto Inojosa                                             |          |
| 7.  | "Lulú" José Alberto Cuadrado                                                  |          |
| 8.  | "Acuarela del Río" Abel Montes                                                |          |
| 9.  | "La Fiestecita" Hugo Blanco                                                   |          |
| 10. | "Un Amor en Cada Parque" Bernard Kesslair; Jacques Chaumelle; Claude Francois |          |
| 11. | "Gua-Gua" Hugo Blanco                                                         |          |
| 12. | "El Pavo Real" Hugo Blanco                                                    |          |